# Anciients
Anciients est un groupe canadien de heavy metal, originaire de Vancouver, en Colombie-Britannique. Le groupe est formé par le chanteur et guitariste Kenny Cook, les guitaristes Brock MacInnes et Chris Dyck, le bassiste Aaron « Boon » Gustafson et le batteur Mike Hannay.

## Histoire
Le groupe est formé en 2011 à la suite de la disparition de Spread Eagle (ne pas confondre avec le groupe de hard rock new-yorkais homonyme), un groupe qui comprenait Cook, Gustafson et Dyck. Le groupe sort son premier album, Heart of Oak en 2013 sur Season of Mist. L'album est nommé sur la liste longue du Prix Polaris 2013.
Au printemps 2013, le groupe tourne dans une partie des États-Unis en première partie de Lamb of God,. À l'automne 2013, le groupe devait tourner au Canada et aux États-Unis en première partie de certaines dates de la tournée Tsunami of Metal de Sepultura, bien que la tournée ait été annulée en raison des difficultés de Sepultura à obtenir des visas pour entrer aux États-Unis.
En 2014, Brock MacInnes quitte Anciients pour rejoindre le groupe Dead Quiet. Dyck quitte le groupe en janvier 2017, mais le groupe avait enregistré son deuxième album Voice of the Void, sorti en octobre 2017. L'album remporte le prix Juno dans la catégorie de l'album de heavy metal de l'année lors de l'édition 2018.

## Discographie

### Albums studio
- 2013 : Heart of Oak
- 2016 : Voice of the Void
- 2024 : Beyond the Reach of the Sun (à paraître le 30 août 2024)

### EP
- 2011 : Snakebeard